# Чжоу Чжантін
Чжоу Чжаньтінь (кит.: 周张婷; нар. 11 лютого 1990) — китайська борчиня вільного стилю, дворазова бронзова призерка чемпіонатів Азії, бронзова призерка Кубку світу.

## Життєпис
Боротьбою почала займатися з 2003 року.
Виступала за борцівський клуб провінції Фуцзянь. Тренер — Куйюань Сюй.

## Спортивні результати на міжнародних змаганнях

### Виступи на Чемпіонатах світу
| Змагання                        | Збірна | Вагова категорія          | Місце |
| ------------------------------- | ------ | ------------------------- | ----- |
| Чемпіонат світу з боротьби 2013 | КНР    | жіноча боротьба, до 67 кг | 5     |
| Чемпіонат світу з боротьби 2014 | КНР    | жіноча боротьба, до 58 кг | 9     |
| Чемпіонат світу з боротьби 2015 | КНР    | жіноча боротьба, до 58 кг | 15    |

### Виступи на Чемпіонатах Азії
| Змагання                       | Збірна | Вагова категорія          | Місце  |
| ------------------------------ | ------ | ------------------------- | ------ |
| Чемпіонат Азії з боротьби 2015 | КНР    | жіноча боротьба, до 58 кг | 7      |
| Чемпіонат Азії з боротьби 2016 | КНР    | жіноча боротьба, до 58 кг | Бронза |
| Чемпіонат Азії з боротьби 2017 | КНР    | жіноча боротьба, до 60 кг | Бронза |

### Виступи на Кубках світу
| Змагання                    | Збірна | Вагова категорія          | Місце  |
| --------------------------- | ------ | ------------------------- | ------ |
| Кубок світу з боротьби 2013 | КНР    | жіноча боротьба, до 63 кг | 4      |
| Кубок світу з боротьби 2014 | КНР    | жіноча боротьба, до 58 кг | Бронза |

### Виступи на інших змаганнях
| Змагання                                                         | Збірна | Вагова категорія          | Місце  |
| ---------------------------------------------------------------- | ------ | ------------------------- | ------ |
| Міжнародний меморіал Дейва Шульца 2014                           | КНР    | жіноча боротьба, до 63 кг | Золото |
| Гран-прі Парижа з боротьби 2015                                  | КНР    | жіноча боротьба, до 58 кг | Золото |
| Klippan Lady Open 2015                                           | КНР    | жіноча боротьба, до 58 кг | Золото |
| Гран-прі Іспанії з боротьби 2015                                 | КНР    | жіноча боротьба, до 58 кг | Бронза |
| Олімпійський кваліфікаційний турнір з боротьби 2016 (Улан-Батор) | КНР    | жіноча боротьба, до 58 кг | Бронза |
| Золотий Гран-прі з боротьби 2016                                 | КНР    | жіноча боротьба, до 58 кг | Бронза |
| Cerro Pelado International 2017                                  | КНР    | жіноча боротьба, до 60 кг | Золото |
| Відкритий чемпіонат Польщі з боротьби 2017                       | КНР    | жіноча боротьба, до 60 кг | Золото |